# Campionato europeo maschile di calcio 1980
Il campionato europeo di calcio 1980 fu il 6º campionato d'Europa per squadre nazionali di calcio dell'UEFA; tenutosi in Italia dall'11 al 22 giugno 1980, è noto anche come Italia 1980.
La formula mutò radicalmente rispetto a quella delle precedenti edizioni: il Paese organizzatore fu designato ancor prima dell'avvio delle qualificazioni e la sua nazionale (quella italiana) fu ammessa d'ufficio alla fase finale. Il torneo passò poi a otto squadre: le altre nazionali si affrontarono in gironi di qualificazione, che determinarono le altre sette ammesse alla fase finale.
Il campionato fu vinto dalla Germania Ovest, che nella finale di Roma sconfisse per 2-1 il Belgio. Fu l'unica edizione in cui non si disputarono le semifinali e l'ultima con una finale per il terzo posto.

## Squadre partecipanti
| Pr. | Squadra        | Data di qualificazione certa | Partecipante in quanto                                         | Partecipazioni precedenti al torneo |
| --- | -------------- | ---------------------------- | -------------------------------------------------------------- | ----------------------------------- |
| 1   | Italia         | 12 novembre 1977             | Rappresentativa della nazione organizzatrice della fase finale | 1 (1968)                            |
| 2   | Grecia         | 31 ottobre 1979              | 1ª classificata nel Gruppo 6 di qualificazione                 | -                                   |
| 3   | Inghilterra    | 21 novembre 1979             | 1ª classificata nel Gruppo 1 di qualificazione                 | 1 (1968)                            |
| 4   | Paesi Bassi    | 21 novembre 1979             | 1ª classificata nel Gruppo 4 di qualificazione                 | 1 (1976)                            |
| 5   | Cecoslovacchia | 24 novembre 1979             | 1ª classificata nel Gruppo 5 di qualificazione                 | 2 (1960, 1976)                      |
| 6   | Spagna         | 9 dicembre 1979              | 1ª classificata nel Gruppo 3 di qualificazione                 | 1 (1964)                            |
| 7   | Belgio         | 19 dicembre 1979             | 1ª classificata nel Gruppo 2 di qualificazione                 | 1 (1972)                            |
| 8   | Germania Ovest | 22 dicembre 1979             | 1ª classificata nel Gruppo 7 di qualificazione                 | 2 (1972, 1976)                      |

Nota bene: nella sezione "partecipazioni precedenti al torneo" le date in grassetto indicano che la nazione ha vinto quella edizione del torneo, mentre le date in corsivo indicano l'edizione ospitata da una determinata squadra.

## Organizzazione
L'UEFA decise di cambiare la formula utilizzata nelle prime cinque edizioni (final four tra le quattro semifinaliste in casa di una di esse) per adottare quella della fase finale a otto squadre su due gironi in un Paese predeterminato; dopo vaglio delle candidature nell'autunno del 1977, la scelta del Paese organizzatore si ridusse a Inghilterra e Italia; quest'ultima fu infine designata, con voto unanime tenutosi il 13 novembre 1977, a ospitare la manifestazione

### Formula
Le otto squadre furono ripartite su due gironi da quattro ciascuno. La vincitrice di ciascuno dei due gironi accedette direttamente alla finale, mentre la seconda classificata disputò la finale per il terzo posto.
Le prime di ogni girone si sarebbero qualificate direttamente per la finale, mentre alle seconde sarebbe stato riservato il diritto di disputare la finale per il terzo posto. Se la finale fosse terminata in parità si sarebbero giocati due tempi supplementari da 15' ciascuno; in caso di ulteriore parità si sarebbe andati alla ripetizione, a meno che le due squadre non si fossero accordate per tirare immediatamente i tiri di rigore.
Qualora anche la ripetizione fosse terminata in pareggio si sarebbero tirati i rigori. Per la finale per il terzo posto non era prevista la possibilità dei supplementari, così in caso di pareggio si sarebbe andati immediatamente ai tiri dal dischetto..

### Ripartizione delle squadre
Non vi fu destinazione esclusiva di sede per i gironi: i primi due turni del girone A si tennero a Roma e Napoli, mentre quelli del girone B a Milano e Torino; la terza partita invece vide l'inversione dei campi tra i gironi.
La finale per il terzo posto si tenne a Napoli, mentre quella per il titolo a Roma.

## Sorteggi
Le otto formazioni vennero suddivise in due fasce per il sorteggio della fase finale. Sorteggio effettuato a Roma il 16 febbraio 1980. Da notare l'esclusione della nazionale cecoslovacca campione in carica dal gruppo delle teste di serie:
| Urna Teste di serie                           | Urna B                              |
| --------------------------------------------- | ----------------------------------- |
| Italia Germania Ovest Inghilterra Paesi Bassi | Belgio Cecoslovacchia Grecia Spagna |

## Stadi
| Roma Milano Napoli TorinoCampionato europeo maschile di calcio 1980 (Italia) | Roma Milano Napoli TorinoCampionato europeo maschile di calcio 1980 (Italia) |
| Roma                                                                         | Milano                                                                       |
| ---------------------------------------------------------------------------- | ---------------------------------------------------------------------------- |
| Stadio Olimpico                                                              | Stadio Giuseppe Meazza                                                       |
|                                                                              |                                                                              |
| Capienza: 66341                                                              | Capienza: 83141                                                              |
| Napoli                                                                       | Torino                                                                       |
| Stadio San Paolo                                                             | Stadio Comunale                                                              |
| Capienza: 81101                                                              | Capienza: 71180                                                              |
|                                                                              |                                                                              |

## Arbitri
| Arbitro            | Federazione    |
| ------------------ | -------------- |
| Erich Linemayr     | Austria        |
| Robert Wurtz       | Francia        |
| Adolf Prokop       | Germania Est   |
| Heinz Aldinger     | Germania Ovest |
| Patrick Partridge  | Inghilterra    |
| Alberto Michelotti | Italia         |
| Charles Corver     | Paesi Bassi    |
| António Garrido    | Portogallo     |
| Nicolae Rainea     | Romania        |
| Brian McGinlay     | Scozia         |
| Hilmi Ok           | Turchia        |
| Károly Palotai     | Ungheria       |

## Riassunto del torneo
Nel gruppo A la Germania Ovest sconfisse dapprima la Cecoslovacchia campione d'Europa in carica (in una sorta di replay della precedente finale) e, in seguito, i Paesi Bassi, accontentandosi poi di un pari nell'ultimo incontro con la Grecia. Nel gruppo B l'Italia padrona di casa venne fermata nell'incontro decisivo dal Belgio sullo 0-0, risultato che qualificò i diavoli rossi alla finale per il titolo, a parità di differenza reti, grazie al maggior numero di gol segnati.
Nella "finalina" per il 3º posto i cecoslovacchi ebbero la meglio degli italiani solo ai rigori, con errore decisivo dell'azzurro Fulvio Collovati. Nella finale per il 1º posto fu protagonista il centravanti tedesco Horst Hrubesch, il quale, con una doppietta, respinse le velleità di successo dei belgi.

## Risultati

### Fase a gironi

#### Gruppo A

##### Incontri
| Arbitro: | Alberto Michelotti |

|  |           |                |
|  | Marcatori | 57’ Rummenigge |

| Arbitro: | Adolf Prokop |

|                 |           |  |
| Kist 65’ (rig.) | Marcatori |  |

| Arbitro: | Robert Wurtz |

|                         |           |                                      |
| K. Allofs 20’, 60’, 65’ | Marcatori | 79’ (rig.) Rep 85’ W. van de Kerkhof |

| Arbitro: | Patrick Partridge |

|                  |           |                                 |
| Anastopoulos 14’ | Marcatori | 6’ Panenka 26’ Vizek 63’ Nehoda |

| Arbitro: | Hilmi Ok |

|          |           |            |
| Kist 59’ | Marcatori | 16’ Nehoda |

| Torino 17 giugno 1980, ore 20:30 UTC+2 | Grecia         | 0 – 0 referto | Germania Ovest | Stadio Comunale (13901 spett.)\| Arbitro: \| Brian McGinlay \| |
| Arbitro:                               | Brian McGinlay |               |                |                                                                |

##### Classifica
| Pos. | Squadra        | Pt | G | V | N | P | GF | GS | DR |
| ---- | -------------- | -- | - | - | - | - | -- | -- | -- |
| 1.   | Germania Ovest | 5  | 3 | 2 | 1 | 0 | 4  | 2  | +2 |
| 2.   | Cecoslovacchia | 3  | 3 | 1 | 1 | 1 | 4  | 3  | +1 |
| 3.   | Paesi Bassi    | 3  | 3 | 1 | 1 | 1 | 4  | 4  | 0  |
| 4.   | Grecia         | 1  | 3 | 0 | 1 | 2 | 1  | 4  | −3 |

#### Gruppo B

##### Incontri
| Arbitro: | Heinz Aldinger |

|               |           |             |
| Ceulemans 29’ | Marcatori | 26’ Wilkins |

| Milano 12 giugno 1980, ore 20:30 UTC+2 | Italia         | 0 – 0 referto | Spagna | Stadio Giuseppe Meazza (46816 spett.)\| Arbitro: \| Károly Palotai \| |
| Arbitro:                               | Károly Palotai |               |        |                                                                       |

| Arbitro: | Charles Corver |

|                      |           |           |
| Gerets 17’ Cools 65’ | Marcatori | 35’ Quini |

| Arbitro: | Nicolae Rainea |

|  |           |              |
|  | Marcatori | 79’ Tardelli |

| Arbitro: | Erich Linemayr |

|                 |           |                           |
| Dani 48’ (rig.) | Marcatori | 19’ Brooking 61’ Woodcock |

| Roma 18 giugno 1980, ore 20:30 UTC+2 | Italia          | 0 – 0 referto | Belgio | Stadio Olimpico (42318 spett.)\| Arbitro: \| António Garrido \| |
| Arbitro:                             | António Garrido |               |        |                                                                 |

##### Classifica
| Pos. | Squadra     | Pt | G | V | N | P | GF | GS | DR |
| ---- | ----------- | -- | - | - | - | - | -- | -- | -- |
| 1.   | Belgio      | 4  | 3 | 1 | 2 | 0 | 3  | 2  | +1 |
| 2.   | Italia      | 4  | 3 | 1 | 2 | 0 | 1  | 0  | +1 |
| 3.   | Inghilterra | 3  | 3 | 1 | 1 | 1 | 3  | 3  | 0  |
| 4.   | Spagna      | 1  | 3 | 0 | 1 | 2 | 2  | 4  | −2 |

### Finale per il terzo posto
| Arbitro: | Erich Linemayr |

|                                                                               |                      |                                                                 |
| Graziani 73’                                                                  | Marcatori            | 54’ Jurkemik                                                    |
| Causio Altobelli G. Baresi Cabrini Benetti Graziani Scirea Tardelli Collovati | Tiri di rigore 8 – 9 | Masný Nehoda Ondruš Jurkemik Panenka Gögh Gajdůšek Kozák Barmoš |

### Finale
| Arbitro: | Nicolae Rainea |

|                   |           |                         |
| Hrubesch 10’, 88’ | Marcatori | 75’ (rig.) Vandereycken |

## Statistiche

### Classifica marcatori

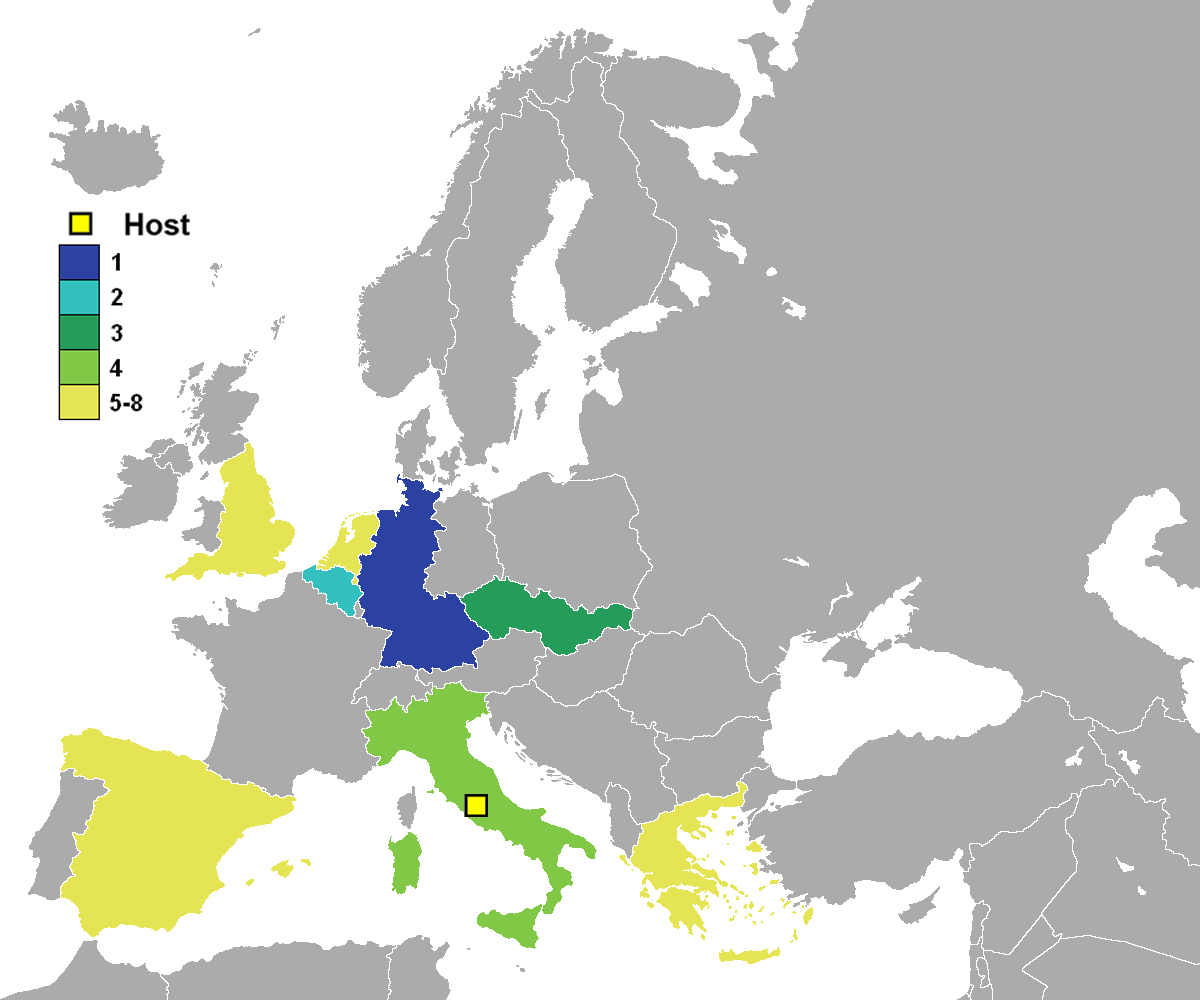
Piazzamenti delle nazionali

3 reti
- Klaus Allofs

2 reti
- Zdeněk Nehoda
- Horst Hrubesch
- Kees Kist

1 rete
- Jan Ceulemans
- Julien Cools
- Eric Gerets
- René Vandereycken
- Ladislav Jurkemik
- Antonín Panenka
- Ladislav Vízek
- Karl-Heinz Rummenigge
- Nikos Anastopoulos

- Trevor Brooking
- Ray Wilkins
- Tony Woodcock
- Francesco Graziani
- Marco Tardelli
- Johnny Rep
- Willy van de Kerkhof
- Dani
- Quini

### Record
- Gol più veloce: Antonín Panenka (Cecoslovacchia – Grecia, 11 giugno, 6')
- Primo gol: Karl-Heinz Rummenigge (Cecoslovacchia – Germania Ovest, 11 giugno, 57')
- Miglior attacco: Germania Ovest (6 reti segnate)
- Peggior attacco: Grecia (1 rete segnata)
- Miglior difesa: Italia (1 rete subita)
- Peggior difesa: Belgio, Cecoslovacchia, Grecia, Paesi Bassi e Spagna (4 reti subite)

## Premi

### Migliori 11
Formazione dei migliori 11 giocatori del torneo, selezionata dalla UEFA:
| Portiere  | Difensori                                                           | Centrocampisti                                           | Attaccanti                           |
| --------- | ------------------------------------------------------------------- | -------------------------------------------------------- | ------------------------------------ |
| Dino Zoff | Claudio Gentile Gaetano Scirea Karlheinz Förster Hans-Peter Briegel | Marco Tardelli Jan Ceulemans Bernd Schuster Hansi Müller | Karl-Heinz Rummenigge Horst Hrubesch |